# روميتا
رُمطة أو (نقحرة: روميتا) (بالإيطالية: Rometta)‏ هي بلدية في مقاطعة مِسينة في صقلية الإيطالية.

## السكان
في سنة 1861 بلغ عدد السكان 3٬856 نسمة، وتطور العدد ليصل في سنة 2011 لـ 6٬541 نسمة.
يظهر هذا المخطط البياني تطور النمو السكاني لـ رِمطة